# Partaljaure
Partaljaure är en sjö i Kiruna kommun i Lappland och ingår i Torneälvens huvudavrinningsområde. Sjön har en area på 0,936 kvadratkilometer och ligger 770 meter över havet. Partaljaure ligger i Torne och Kalix älvsystem Natura 2000-område.

## Delavrinningsområde
Partaljaure ingår i det delavrinningsområde (763834-168173) som SMHI kallar för Utloppet av Partaljaure. Medelhöjden är 801 meter över havet och ytan är 5,29 kvadratkilometer. Det finns inga avrinningsområden uppströms utan avrinningsområdet är högsta punkten. Vattendraget som avvattnar avrinningsområdet har biflödesordning 4, vilket innebär att vattnet flödar genom totalt 4 vattendrag innan det når havet efter 504 kilometer. Avrinningsområdet består mestadels av kalfjäll (83 procent). Avrinningsområdet har 0,72 kvadratkilometer vattenytor vilket ger det en sjöprocent på 13,5 procent.